# Pulverheks
En pulverheks er traditionelt en kone eller heks, der tilbereder magiske pulvere. Ordet bruges også nedsættende om en arrig, umedgørlig kvinde.
Ordet er også blevet brugt om den defektrice eller apoteksmedhjælper, der var ekspert i dosering af pulverkapsler på tidligere tiders apoteker.